# شهرستان سولیوان، نیوهمپشایر
شهرستان سولیوان واقع در ایالت نیوهمپشایر است. جمعیت این شهرستان بر اساس سرشماری سال ۲۰۱۰ آمریکا ۴۳۷۴۲ نفر گزارش شده‌است. مرکز شهرستان سولیوان، شهر نیوپورت است.این شهرستان در سال ۱۸۲۷ بنیانگذاری شده‌است.